# Opera Nazionale Combattenti
L'Opera Nazionale Combattenti (ONC) era un ente assistenziale fondato durante la prima guerra mondiale, a opera dell'allora ministro del tesoro Francesco Saverio Nitti e di Alberto Beneduce. Fu sciolto nel 1977.

## Storia

### La fondazione

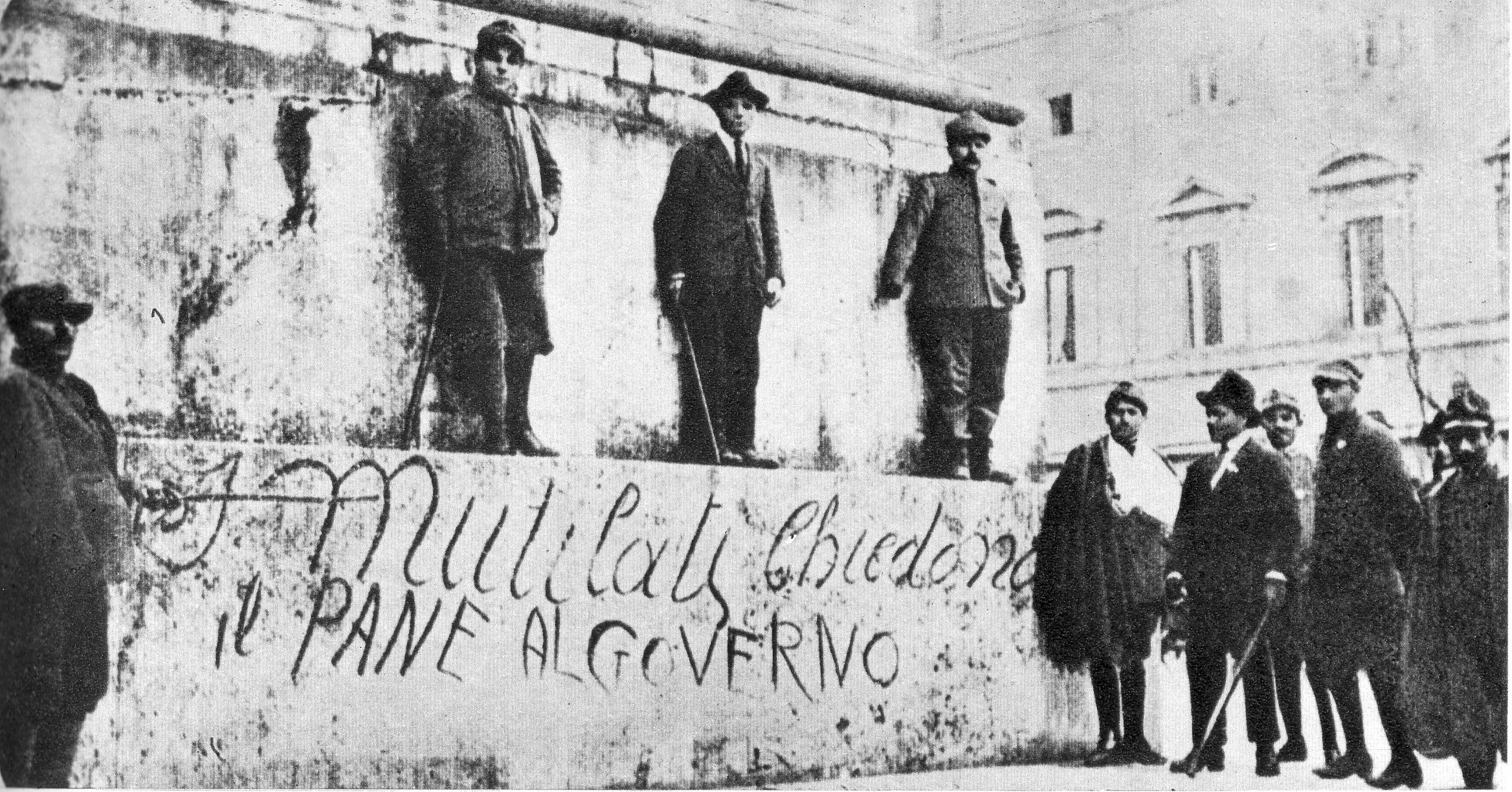
Manifestazione di protesta organizzata dall'"Associazione Nazionale Mutilati ed Invalidi di Guerra"

L'ente, costituito - all'indomani della disfatta di Caporetto - con il decreto n. 1970 del 10 dicembre 1917, che istituiva anche l'Opera Nazionale Invalidi di Guerra, percorse il primo conflitto mondiale inizialmente con il motto "terra ai contadini", poi divenuto "terra ai reduci"; dopo violente assegnazioni abusive di terreni, avvenute nel centro-sud in conflitto con i latifondisti assenteisti, e in seguito convalidate, viene approvato il 16 gennaio 1919.
L'ONC si proponeva compiti organizzativi e formativi verso i reduci, e varie iniziative nel campo delle bonifiche agrarie e della assistenza finanziaria nell'opera di reinserimento dei reduci nel mondo del lavoro, riguardava anche l'erogazione di mutui e assicurazioni a condizioni vantaggiose agli ex-combattenti della grande guerra. L'Istituto che pensa il primo presidente Beneduce era a favore di una profonda innovazione agro-industriale che come al nord doveva essere consorziale e indipendente e dal 1922 in poi dovrà invece scontrarsi con la frammentazione d'auto-consumo rurale di ideologia conservatrice-corporativa.
Nel 1919 l'ONC fu suddivisa in tre sezioni: mentre quella sociale proseguiva l'attività assistenziale e quella finanziaria garantiva l'accesso al credito degli ex combattenti, la sezione agraria assumeva l'importante funzione di coordinare un'attività di esproprio di terre e di loro colonizzazione da parte degli ex combattenti. La direzione di Angelo Sansone, democratica e moderata tra le diverse componenti politiche che la formavano, era orientata ad un approccio di riforma radicale del latifondo.

### Sotto il Fascismo
L'ente con il regime fascista passò attraverso due riforme del suo statuto, nel 1923 e nel settembre 1926 che la integrarono, rafforzando il processo di trasformazione dell'Opera in ente economico. Vi fu infatti la " l'attribuzione all'Opera nazionale combattenti (R.D.L.. 1606/1926) dei compiti di trasformazione fondiaria e d'incremento della piccola e media proprietà".
Questa riforma, effettuata quando il Partito Nazionale Fascista aveva consolidato il potere, diede nuovo impulso alle sue attività di propaganda, orientandole verso lo sviluppo dell'agricoltura a scapito di quello finanziario e sociale, attraverso la nomina di Angelo Manaresi alla direzione dell'ente da parte dello stesso Mussolini nel marzo 1926.
Il 15 settembre 1929, alle dimissioni del presidente uscente Angelo Manaresi, in qualità di commissario del governo dell'Opera Nazionale Combattenti fu posto a capo Valentino Orsolini Cencelli.

#### La bonifica dell'Agro Pontino
Nel 1928, a partire dall'Agro Pontino, l'attività dell'ente fu rilevante (140 000 su 180 000 ettari totali) durante le Bonifiche agrarie del periodo fascista, vanto del regime; lo Stato cedette all'ente i terreni bonificati e lo fece socio di maggioranza dei due consorzi di bonifica.
Alle dimissioni del presidente uscente Angelo Manaresi, il 15 settembre 1929 venne nominato come commissario del governo Valentino Orsolini Cencelli (1929-1935). Sotto la sua guida l'Opera raggiunse pienamente i suoi scopi, divenendo uno dei migliori strumenti di attuazione della politica economica del fascismo, con la valorizzazione, tramite una pratica agricola corretta, delle terre incolte e la bonifica delle vaste regioni paludose che ancora caratterizzavano il panorama italiano. In tale contesto l'ONC divenne strumento di primo piano della politica di ruralizzazione voluta dal regime.
A Orsolini Cencelli, nel 1935, successe Araldo di Crollalanza (fino al marzo 1943) mentre l'attività dell'ente si allargò ad altre aree italiane, in particolare in Sardegna, Puglia e casertano (Basso Volturno). seguito da Cesare Pileri.
Nella RSI fu commissario Luigi Russo.

### Scioglimento
Nel secondo dopoguerra, l'ONC beneficiò della gestione di vasti comprensori agricoli grazie alla riforma agraria del 1950.
L'ente venne soppresso con il decreto n. 616 del 1977.